# První příběh
První příběh je třetí studiové album kapely Ferat. Obsahuje skladby z let 1986–1989. Album uzavírá píseň „Televizní zpracování“ z repertoáru plzeňské Faty Morgany, kterou prošli téměř všichni současní členové Feratu.

## Seznam skladeb
1. Noční příběh
2. Lesní muž
3. Vem si mě sebou
4. Na nádraží stojím
5. Drákula
6. Metalová holka
7. Tak vstávej
8. Samota
9. Hamty
10. Brácha
11. Televizní zpracování

## Sestava
Marcel Šaman Persy - zpěv

Daniel Krob - kytara

Radek Kroc - kytara

Roman Velinov - basa

Alan Reisich - bicí

Host: Michal Pošvář - zpěv (4)